# Брагинці
Брагинці́ — село в Україні, Чернігівській області, Прилуцькому районі. Входить до складу Варвинської селищної громади. 
Розташоване на р. Козинці (лівій притоці р. Глинної, лівої притоки р. Лисогору), за 22 км від центру громади та за 32 км від залізничної станції Юсківці. 152 двори, 315 ж. (1996). 

## Географія
- Кутки: Січ, Довгий куток, Коротунівка, Бацманівка, Манівка.
- Урочища: Рим, Романчиха.
- Ліси: Момотів, Козеришин, Склярівщина.

## Історія
Вперше згадуються 1671.
Село входило до 1-ї сотні Прилуцького полку, а потім до Глинського повіту Чернігівського намісництва
Є на мапі 1812 року
На мапі Шуберта 1832 року Брагинці мають 120 дворів.
На мапі Шуберта 1869 року Брагинці мають 161 двір.
1912  - 1368 жителів.
Біля села є група курганів 2 - 1 тис. до н.е. 
З 1917 — у складі УНР. З 1991 — у державі Україна.
Село постраждало внаслідок геноциду українського народу, проведеного урядом СССР 1932—1933 та 1946—1947.
2008 у селі відкрито пам'ятний знак на честь загиблих від комуністичного Голодомору.

## Історія сусіднього села
У 1862 році в сусідньому селі володарському Озирянє були церква та 437 дворів де жило 2749 осіб (1337 чоловічої та 1412 жіночої статі)
У 1911 році в селі Озирянє були Введенська церква, земська та церковно-прихідська школи, у селі жило 3813 осіб (1917 чоловічої та 1896 жиночої статі)

## Населення
Згідно з переписом УРСР 1989 року чисельність наявного населення села становила 343 особи, з яких 154 чоловіки та 189 жінок.
За переписом населення України 2001 року в селі мешкало 290 осіб.

### Мова
Розподіл населення за рідною мовою за даними перепису 2001 року:
| Мова       | Відсоток |
| ---------- | -------- |
| українська | 97,92 %  |
| російська  | 1,04 %   |
| білоруська | 0,69 %   |
| угорська   | 0,35 %   |

## Відомі люди
Гармаш Євтихій Іванович (1884—1938) — член Української Центральної Ради.